# Arafel (zespół muzyczny)
Arafel – izraelska grupa muzyczna, pierwotnie grająca black metal z folkowymi wpływami.
W 2009 roku zespół pozyskał nowego członka – Helge Stang’a z Equilibrium, co zaowocowało wniesieniem do zespołu wikingowo-folkowej atmosfery.
W styczniu 2011 grupa wydała całkiem nowy jakościowo album – For Battles Once Fought.

## Muzycy

### Obecny skład
- Helge Stang – wokal
- Felius – gitara
- Leshii – perkusja
- Paul Mitiyanine – gitara
- R.K. – gitara basowa
- Nasha – skrzypce

### Byli członkowie
- Ilia Badrov – wokal
- Candlelight – wokal, klawisze
- Mihail – gitara, gitara basowa
- Oboroten (Leon Notik) – gitara, wokal
- G.R.O.M – gitara basowa
- Daniel Varfolomeyev – gitara, gitara basowa, wokal wspierający
- Divertigo (Alex Karlinsky) – klawisze
- Max Gringaus – gitara basowa
- Natalia Silantieva – skrzypce
- Michael „Miron” Chirva z Tvangeste – wokal

## Dyskografia
- Skazki Starogo Lesa / Tales of the Ancient Forest (1999)
- The Way of Defender (2003)
- Through the Flame of the Ages (2005)
- For Battles Once Fought (2011)